# LeJerald Betters
LeJerald Betters (ur. 6 lutego 1988 w Waco) – amerykański lekkoatleta, sprinter.
Medalista mistrzostw NCAA oraz mistrzostw USA. Złoty medalista halowych mistrzostw świata (2010) w sztafecie 4 x 400 metrów – biegł tylko w eliminacjach.

## Osiągnięcia
| Rok  | Impreza                       | Miejsce | Konkurencja              | Lokata     | Wynik   |
| ---- | ----------------------------- | ------- | ------------------------ | ---------- | ------- |
| 2008 | Młodzieżowe mistrzostwa NACAC | Toluca  | Bieg na 400 m            | 1. miejsce | 44,75   |
| 2008 | Młodzieżowe mistrzostwa NACAC | Toluca  | Sztafeta 4 x 400 m       | 1. miejsce | 3:00,22 |
| 2010 | Halowe mistrzostwa świata     | Doha    | sztafeta 4 x 400 m (el.) | 1. miejsce | 3:05,78 |
| 2010 | Młodzieżowe mistrzostwa NACAC | Miramar | Sztafeta 4 x 400 m       | 1. miejsce | 2:58,83 |

## Rekordy życiowe
- Bieg na 400 metrów – 44,70 (2010)